# Az Edo-kor irodalma

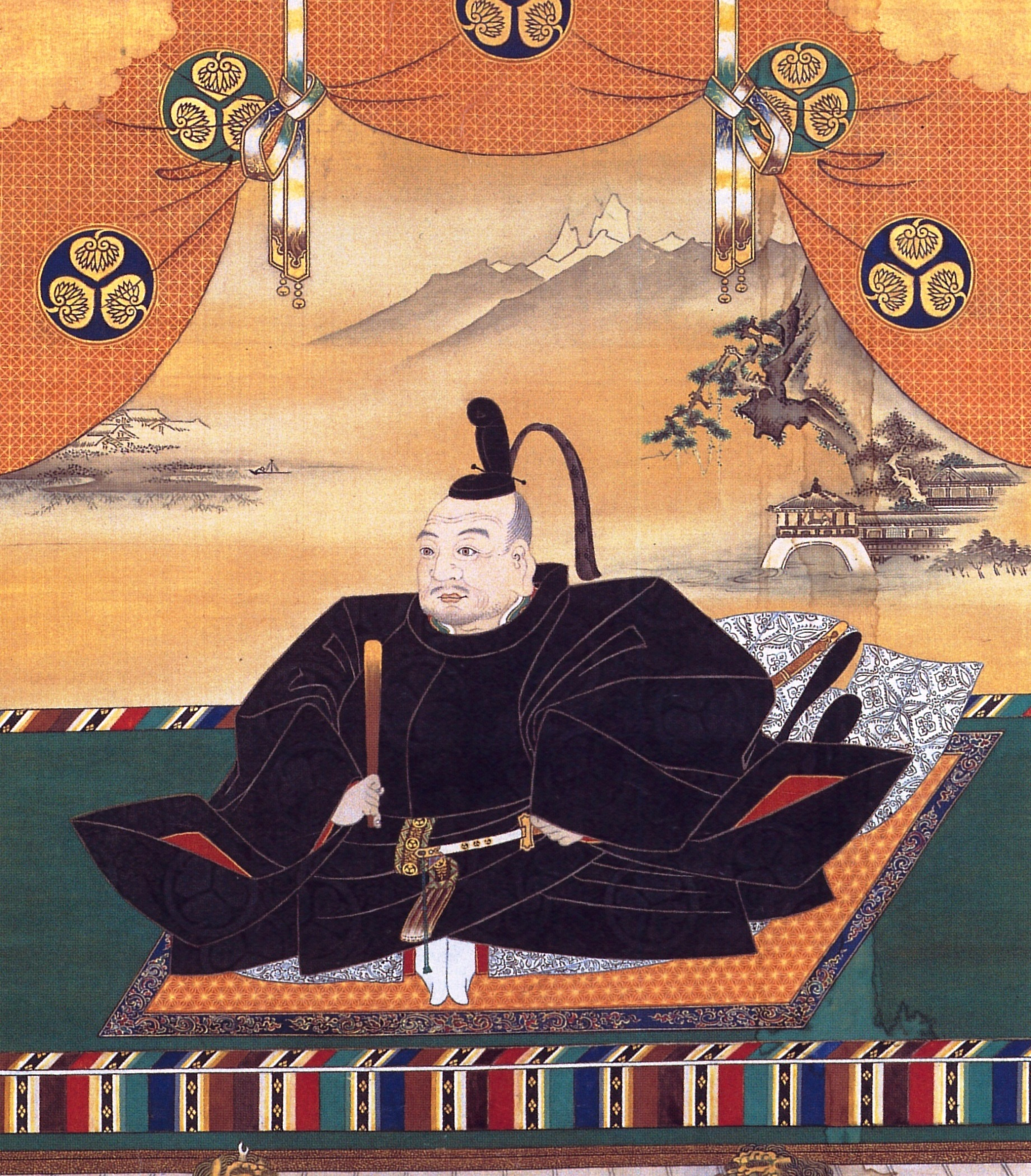
Tokugava Iejaszu

Az Edo-kor irodalma a japán kultúra aranykorának termése. A korszak első írásos alkotásának a Taikókit (japánul: 太閤記; 1626) lehet tekinteni, viszont irodalmi műnek ez még nem fogható fel, mivel ez a ,,dokumentum” Tojotomi Hidejosi (japánul: 豊臣 秀吉, 1537. március 17. – 1598. szeptember 18.) életrajzát írja le.
Tokugava Iejaszu (japánul: 徳川 家康; Hepburn: Tokugawa Ieyasu; 1543. január 31. – 1616. június 1.) országegyesítésével a 17. századra megszűnt Japán széttagoltsága. Létrehozott egy erősen központosított hatalmat, és megkezdődött az iparosodás és a kereskedelem Japánban. A városok hirtelen fejlődésének következtében, az egykoron még halászfalu Edo (mai Tokió) vált az ország fővárosává, míg Kiotó továbbra is megmaradt a császári székhelynek.
A régi kulturális értékek már nem feleltek meg a városi polgárság igényeinek, így szükségessé vált egy új kultúra kibontakozása.  Az Edo-kor (japánul: 江戸時代, Edo dzsidai, 1603-1868) gondolkodására a konfucianizmus nyomta rá bélyegét. Genroku-kort (1688-1703), Higasijama császár (1687-1709) uralkodásának e korszakát a japán kultúra aranykorának szokták nevezni. Olyan nagy személyek alkottak ebben a korszakban, mint Ihara Szaikaku és Macuo Basó.

## Epikai művek

### Ukijodzósi

Ihara Szaikaku szobra, oszakai Ikukunitama sintó szentély

A kor embereinek körében – kereskedők és parasztok, utcalányok és cselédek, szerzetesek és róninok (földönfutóvá vált szamurájok) – egyre nagyobb lett az igény az olyan írásokra, amelyek a hozzájuk hasonló sorsú emberekről szólnak. Ekkor tűnt fel Ihara Szaikaku (japánul: 井原 西鶴; Hepburn: Ihara Saikaku; 1642–1693), aki irodalmi pályáját (renga)-költőként kezdte, de az olvasók körében csak később, a csóninok (kereskedők) életét ábrázoló kisregényeivel vált híressé. Ezen műveivel megteremtette ,,a múlandó földi világ története” elnevezésű műfajt, az ukijodzósit, a városi polgárságról szóló elbeszélést, kisregényt.
Ihara Szaikaku is csónin családba született, de nem vonzódott az üzlet iránt. Ihara Szaikaku magánélete kimondottan szerencsétlenül alakult. Felesége korán meghalt, és lánya, aki élete során megvakult, is fiatalon távozott az élők sorából. Családi gondjai elől az irodalomba menekült, így igen termékeny költő vált belőle. Mégis epikával viszonylag későn, negyvenéves korában kezdett el foglalkozni. 1682-ben írta meg az első ukijodzósit, a Kósoku ichidai otoko ,,Egy szerelmes férfi élete” címmel.

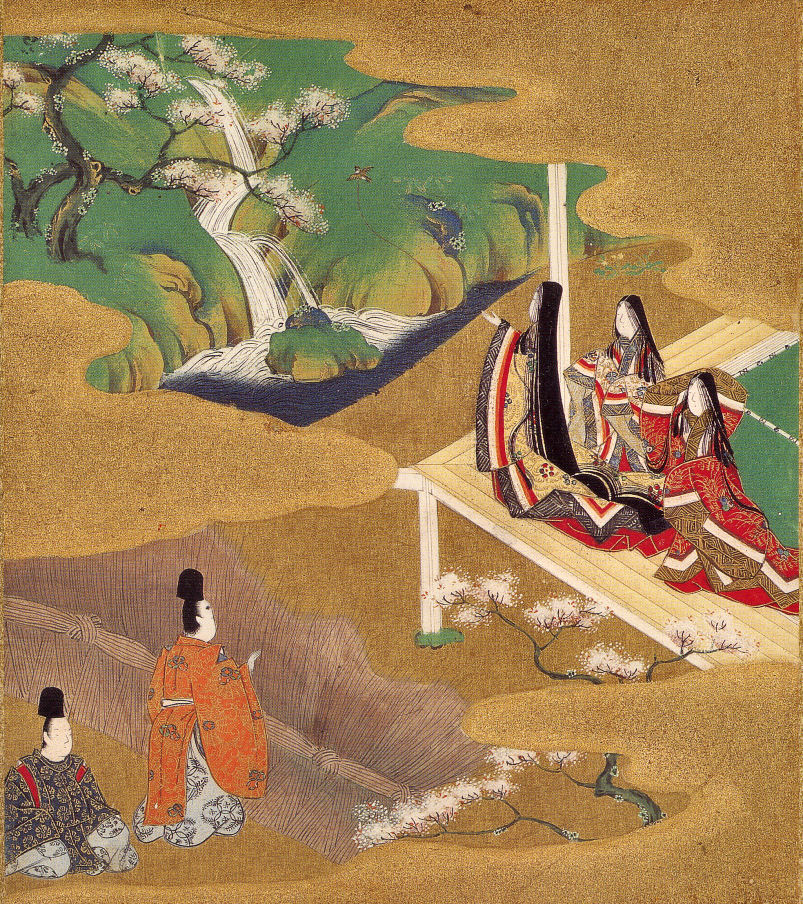
Illusztráció a Gendzsi szerelmei című illusztrált tekercsből

Ihara Szaikaku írásait anekdotikus stílus jellemzi. Műveiben leleplezi az olyan korabeli könnyűvérű erkölcsöket, amelyek szerinte egyéni tragédiákhoz vezetnek. Írásainak nyelvezete friss és élvezetes, aforisztikus és tele vannak ízes népies kiszólásokkal. Szaikaku ragaszkodott a realisztikus ábrázolásmódhoz, pontos utcanevekhez és az üzletek megnevezéseihez, ezért párbeszédei is igen valósághűek.
Szaikaku legtermékenyebb időszaka életének utolsó tíz éve volt. A Gendzsi monogatariból (japánul: 源氏物語; Gendzsi szerelmei) szatírát írt, ennek egy részét tekintik a legjobb írásának. Az 1686-ban készült Kósoku gonin onna vagyis Az öt szerelmes asszony, öt szerelmes asszonyon keresztül mutatja be a szerelem öt változatát.
Az Edo-korban voltak a japán nők a leginkább jogfosztottak. Gyermekként az apjuknak voltak kiszolgáltatva, aki házasságközvetítő révén anyagi érdekek fejében adta őket férjhez. A férjek úgy bánhattak a nőkkel, ahogy csak akartak. Az öt történet olyan nőkről szól, akik házasságtörés vétkével bíróság elé kényszerültek, hiszen a korabeli törvények kimondják, hogy a házasságtörő nőkre halálbüntetés vár. Szaikaku tisztelettel adózik a tiszta érzelmeknek, a szenvedélyes szerelemnek és együtt érez az ily módon meghalt nőkkel.
Szaikaku a szerzetesek álszent életmódját is leleplezi, hiszen a szentélyekben élők életmódját annál visszásabb életmód jellemzi, minél gazdagabbak a szentélyek. Az 1688-ban készült Nippon eitaigura vagyis Japán örök kincsesháza című műve már a pénz hatalmáról szól. A mű alcíme, a Milliomosok könyve is erre utal.
További művei:
- Kósoku icsidai onna (Egy szerelmes asszony, 1686)[8]
- Szeken munedzanjó (Földi elszámolások, 1692)[9]

### Jomihon

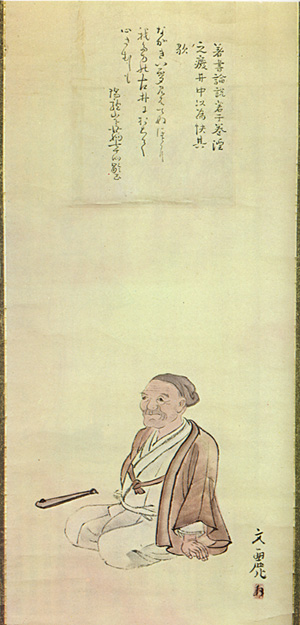
Ueda Akinari

Az Edo-kor végére Ueda Akinari (japánul: 上田 秋成; Oszaka, 1734. július 25. – Kiotó, 1809. augusztus 8.) vált a korszak legjelentősebb epikusává. Fiatalon ünnepelt költő volt, de ő is az ukijodzósi műfajában érte el igazi sikereit. Az ő idejében, az ukijodzuki után a kínai regények átültetéséből született jomihon, olvasókönyv műfaja vált divatossá. Ez a furcsa, misztikus és csodás elemekkel átszőtt műfaj a japánok számára is újdonság volt. Ueda Akinari legnépszerűbb és legkiemelkedőbb ilyen alkotása az Ugecu monogatari (1776), Eső és Hold története (magyar megjelenés: 1964). A mű kilenc fejezetből áll, melyek nagy része a kísértethistória műfajába sorolható. Már a Heian-kor (平安時代, Heian dzsidai; 1568-1600) végétől is olvashatóak kísértethistóriák a Konjaku monogatariban, a műfaj mégis az Edo-korban élte virágkorát.
A kísértethistóriáknak három változata van, amelyek az Eső és a Hold történetében egyaránt fellelhetőek. A Krizantén napja című fejezetben megtalálhatóak, a kínai irodalom hatására íródott történetek, melyek beszélt stílusban szólalnak meg. A buddhista jóslatokról szóló írások, mint A sapka vagy az Álomtó pontyai. És végül az olyan történetek, amelyekben népmesei eredetű csodás lények szerepelnek, mint a Siramine fehér hegyei című fejezetben egy szárnyas démon. A történetben találkozhatunk még emberhúst evő szerzetessel vagy csontvázzal háló harcossal, azonban ezek a lények a távol-keleti világ természetes tartozékaiként szerepelnek a műben, tehát céljuk nem a félelemkeltés. Az ott élők számára a reinkarnáció, a lélekvándorlás elfogadásával ezen lények különböző formációi teljesen megszokott dolgok. Előfordul azonban, hogy a történet hőse egy közismert személy, mint például a népszerű költő, Szaigjó Hósi (japánul: 西行法師, Hepburn-átírással: Saigyō Hōshi Kiotó, 1118 – Hirokava templom, 1190).

### Sarebon
A sarebon, pajzán csattanók könyve, az Edo-kor egy másik jellegzetes műfaja, amely a mulatónegyedek kurtizánjainak és vendégeinek az életét választékosan ábrázolja, kis humorral fűszerezve.

### Nindzsóbon
A nindzsóbon, érzelmes könyv, a sarebonból kivált, a csóninok mindennapjait szerelmi történetekben ábrázoló műfaj. Legtermékenyebb művelője Tamenaga Sunszui (japánul: 為永 春水; 1790-1843) volt, akinek Sunsoku ume gojomi (Tavaszi szerelmi kalendárium, 1832) című műve a műfaj legjellemzőbb alkotása. A bakufu, 1842-ben, a Tenpó-reform végrehajtásakor erkölcstelennek és rendzavarónak ítélte a művet, elkobozta, az írót megbüntette, és magát a nindzsóbon-műfajt is betiltotta.

### Kokkeibon

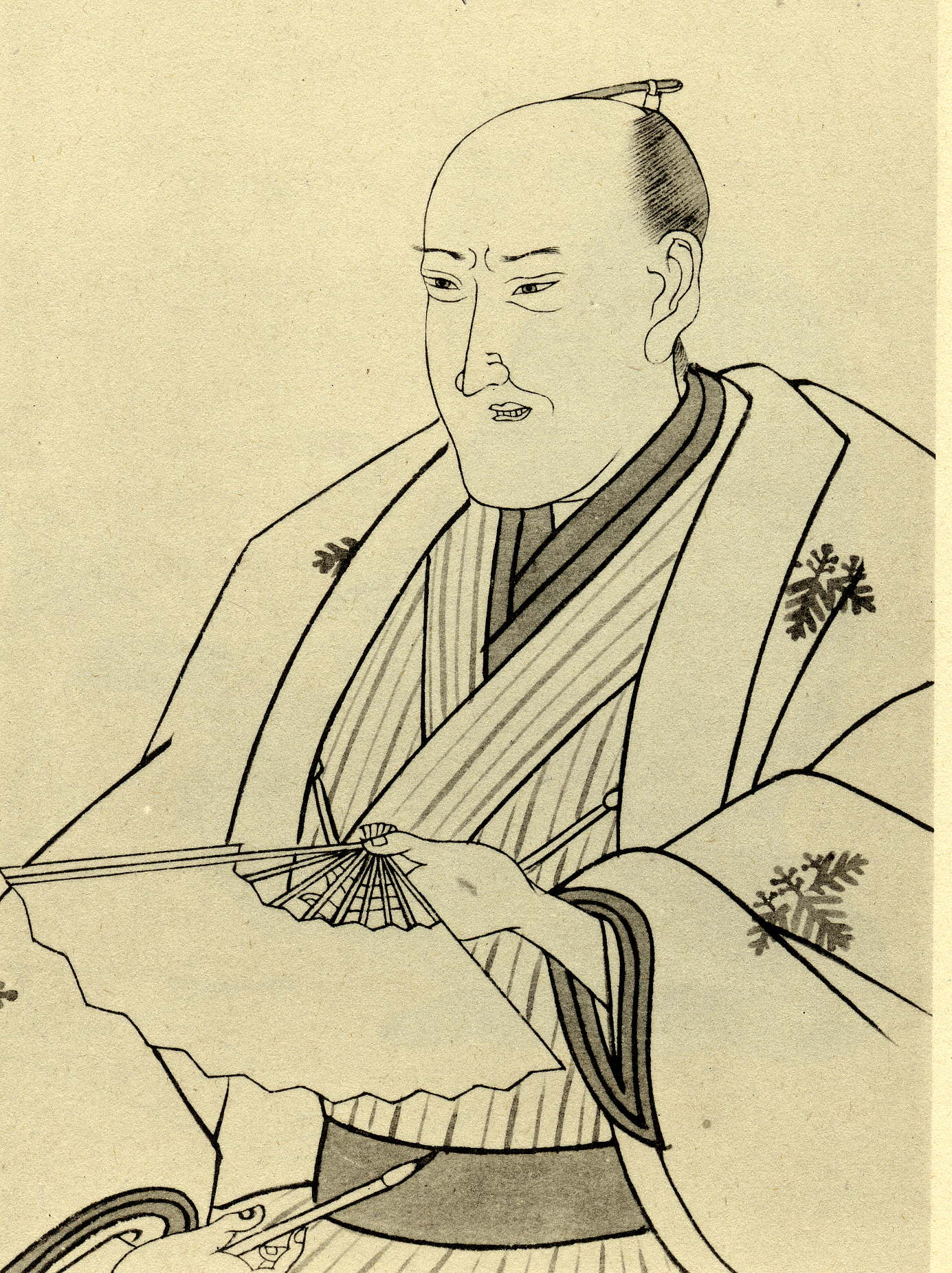
Sikitei Szanba

A kokkeibon, tréfás könyv szintén a sarebon műfajból alakult ki, amely az egyszerű csóninok mindennapjait leíró történet, a sarebon humorával vegyítve. Az alacsony rétegbeli busi-családban született Dzsippensza Ikku (japánul: 十返舎 一九; 1776-1831), Tókaidócsú hidzakurige (A tókaidói gyalogudazás, 1802-1822) című műve és Sikitei Szanba (japánul: 菊池 久徳; 1776-1822), Ukijoburo (A múlandó földi világ fürdője, 1809-1813) és Ukijodoko (A múlandó földi világ borbélya, 1812-1813) című művei a humoros és tréfás párbeszédeken át ábrázolják a korabeli csónin világát.

## Haikuköltészet virágzása

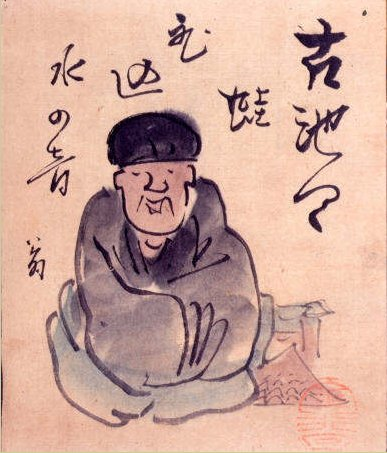
Macuo Basó

A verselésben a rengából (láncvers) kifejlődött haikai, későbbi nevén haiku ( 5-7-5 szótagú vers) vette át a fő szerepet. A haiku csak pár impressziót fejez ki, de tele van célzással, utalással. A haiku képes néhány szóval hangulatot teremteni, mint ahogy a japán festmények és tusrajzok, amelyeken csak egy-két ecsetvonás található. A haiku így képes felébreszteni az emberben a belső látást és a belső hallást.
Macuo Basó (japánul: 松尾 芭蕉, Hepburn-átírással: Matsuo Bashō) (Ueno, 1644 – Oszaka, 1694. november 28.) a haikuval olyan lírai műfajt vitt tökélyre, hogy a haiku nemcsak Japánban, hanem az egész világon közismertté vált. Az egész szemléletét áthatotta a korabeli gondolkodásmód, a sintó, a zen buddhizmus és a taoizmus. Számára minden, ami természetes törvényszerű, a világon mindennek megvan a maga útja. Ahogy a hal a folyóban vagy a tóban él, úgy kell az embernek az utat követnie. A haiku hangulatából származik a szabi érzése, vagyis mindent egy általános nyugalom, örök egyhangúság hat át. Ez a világ egységes és oszthatatlan. Basó szerint ellentéteken alapszik a haiku. Ez az ellentét formailag is kifejeződik, az első két sor ellentétben áll az utolsóval, ahol egy váratlan fordulat, csattanó szerepel.
Furuike ja

Kavazu tobikomu

Mizu no oto.

Sima víztükör.

Béka ugrál a parton - 

Megcsendül a tó!
A versnek van egy kényes egyensúlya, amit az első két sor és a harmadik sor ellentéte ad. A haiku két pillére között kép és hang, mozgás és mozdulatlanság, csönd és zaj ellentétei feszülnek. Az időtlen nyugalmat, az állandóságot a pillanatnyi mozgás után még jobban érzékelhetjük. Basó 1677-ben iskolát alapított. 1690-ben kiadja versgyűjteményét, a Szaruminót (A majom szalmaköpenye), amiben tanítványainak legszebb versei is szerepelnek.
Követői közül ki kell emelni Josza Buszont (japánul: 与謝蕪村; 1716-1783), aki új témákkal gazdagította a haiku költészetét, és Kobajasi Isszát (japánul: 小林一茶; 1763-1827), akinek a haikui a nép nyelvén, bukolikus hangulatban csendülnek fel.

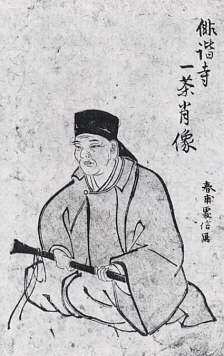
Issza Muramacu Sunpo portréján

Veréb, kicsi lény,

Szökkenj félre az útból,

Ló Uraság jön.

### Kjóka
A haiku műfajból kiszorult a humor, pedig a haikai renga eredetileg humoros költemény volt. A kjóka (ostoba vers),vagyis a humoros haiku, a korabeli polgárságot, a kereskedőket gúnyolja ki. Legkiemelkedőbb képviselője Karai Szenrjú (japánul: 柄井川柳, 1717-1790) volt, aki több kötetnyit is írt ebből a műfajból. Idővel ezt a műfajt szenrjúnak kezdték el nevezni, ezzel is tisztelegve legkiválóbb alakja előtt.

## Japán klasszikusok tanulmányozása

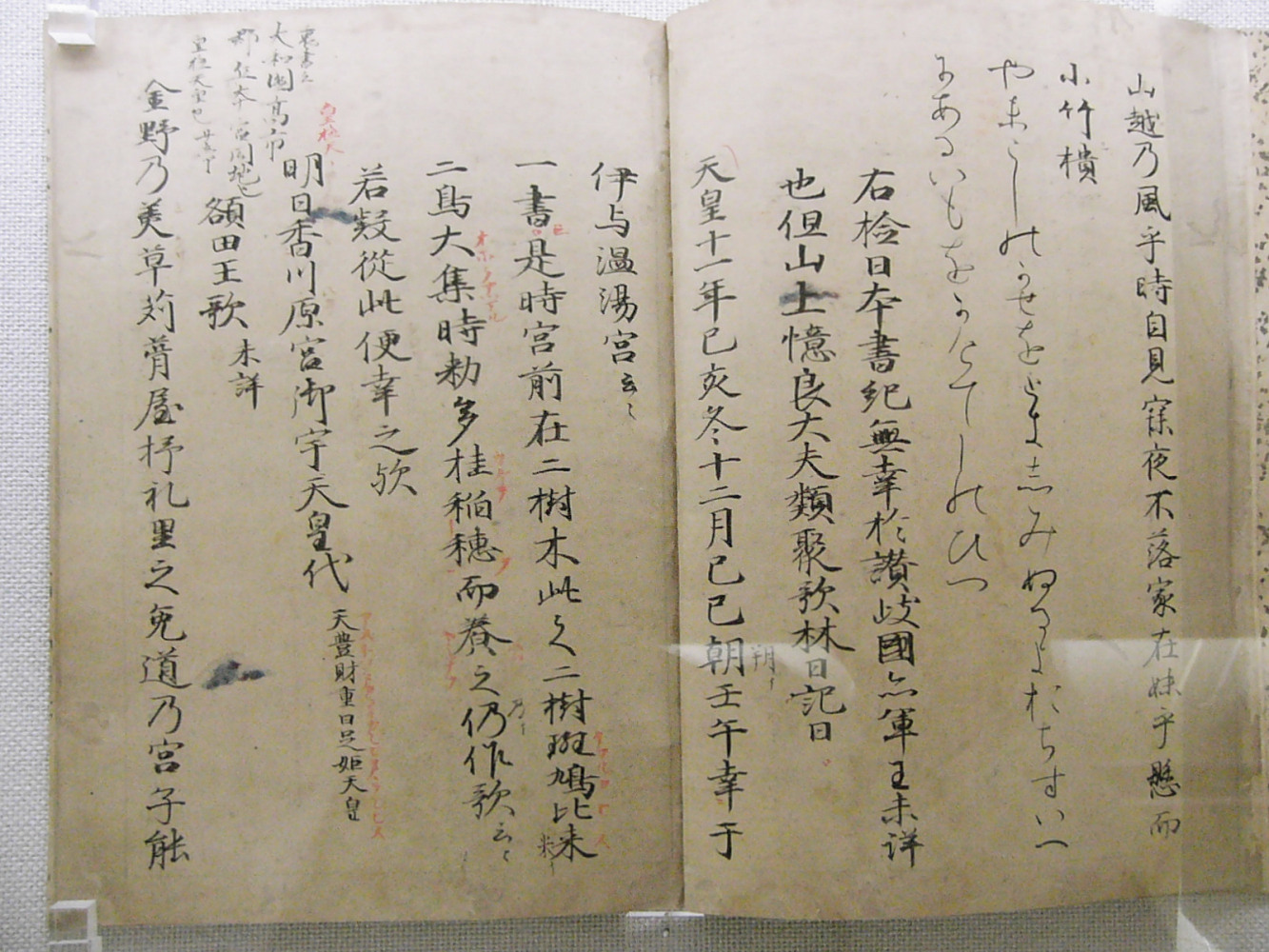
Manjósú részlet

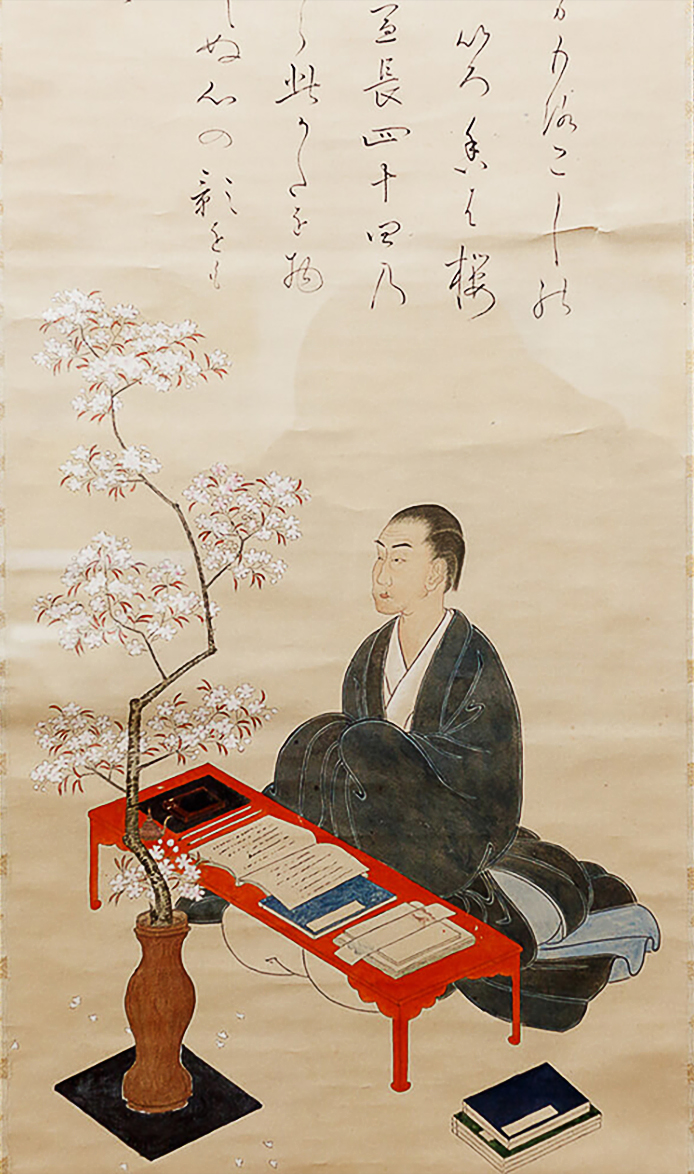
Motoori Norinaga önarcképe

Az Edo-korszak közepe tájától az érdeklődés a konfucianizmus és a kínai szövegek tanulmányozásától a japán klasszikusok tanulmányozása felé fordult. Egy buddhista szerzetes Keicsú (1640-1701) kezdte el a legrégebbi japán verstár, a Manjósú (japánul: 万葉集, Tízezer levél gyűjteménye) vizsgálatát, és megírta a Manjósú-kutatások alapjául szolgáló Manjósú-értelmezését, a Manjó daisókit (Manjósú-magyarázat Mesterem helyett, 1690), amelyben a Manjósú valamennyi versének részletes magyarázatát megtalálni. Őt követte egy sintoista pap fia, Kada no Adzumamaro (japánul: 荷田 春満; 1669-1736), majd az ő tanítványa, Kamo no Mabucsi (japánul: 賀茂 真淵; 1697-1769), majd az ő tanítványa, Motoori Norinaga (japánul: 本居 宣長; 1730-1801) és még sokan mások, akik a Kodzsiki (japánul: 古事記; Régi idők feljegyzései) és a Manjósú filológiai kutatásával megteremtették a japán nyelv-, történelem- és irodalomtudomány, a kokugaku (japánul: 国学), vagyis a nemzeti stúdiumok alapjait.
A Kokugaku eszményének az ősi japán eszmevilágot és gyakorlatot tekintette, és a hozzá való visszatérést hangsúlyozta. Norinaga tanítványa, Hirata Acutane (japánul: 平田 篤胤; 1776-1843) a sintoizmus restaurációját hirdette. A sógunátus végnapjaiban a kokugaku összefonódott a tennó-család tiszteletének eszmerendszerével, és nagy hatással volt a bakufu megdöntését célzó mozgalomra.
Voltak azonban olyan tudósok is, akik a kokugakuban a filológiai kutatásokat továbbfejlesztették. Hanava Hokiicsi (1746-1821) a bakufu támogatásával megalapította a Vakagu kódansót, a Japán Tudomány Előadó Intézetét, ahol összeállította a klasszikus írások 530 kötetes gyűjteményét a Gonsoruidzsú-t. A Norinaga iskolát folytatta Ban Nobutomo (japánul: 伴信友; 1775-1846), és ő is számos eredményt elért a japán történelmi és klasszikus művek filológiai kutatásában.

## Gyerekmesék

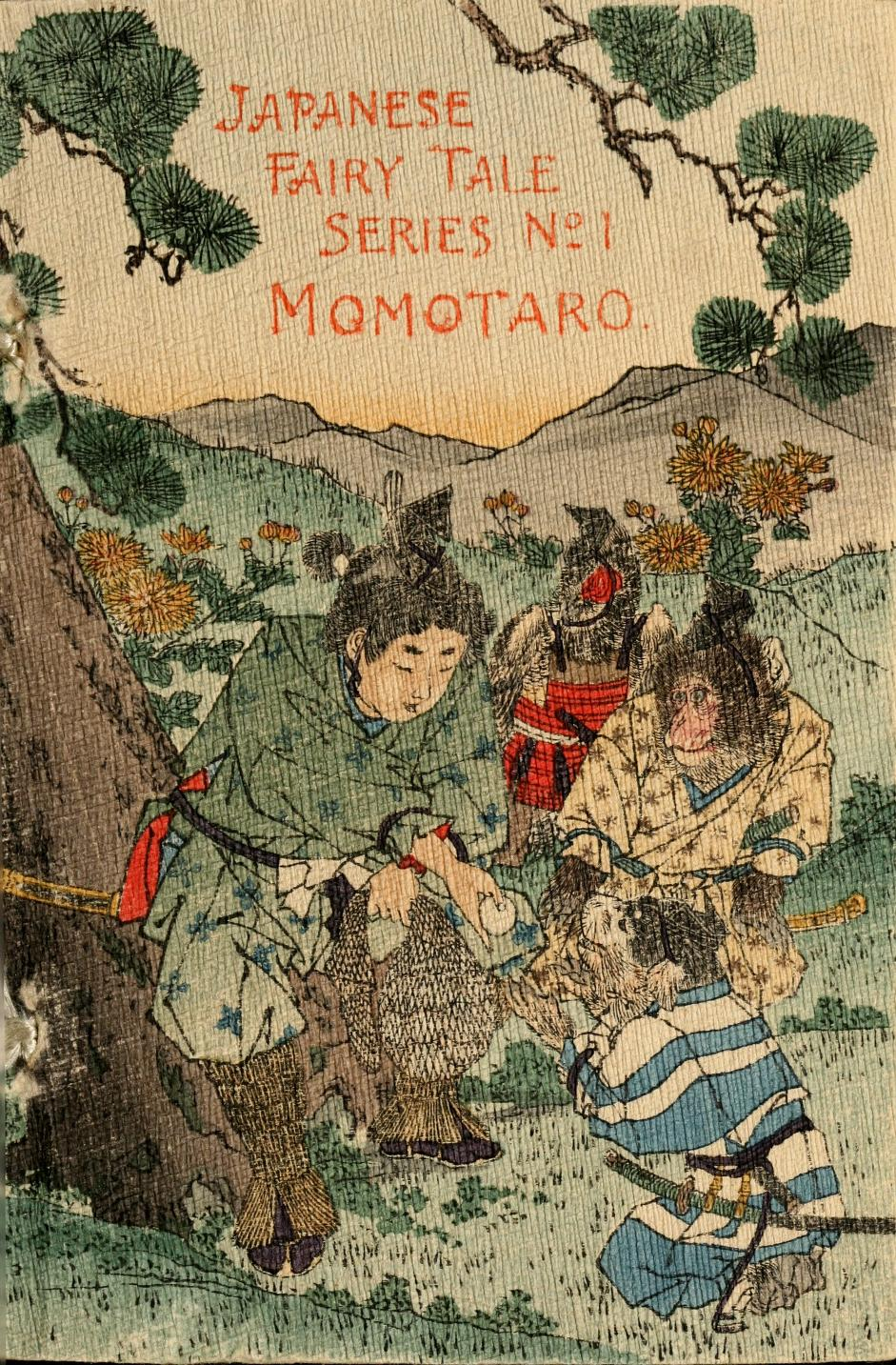
A Haszegava Takedzsiro által publikált angol Momotaro, 1885

- Nedzumi no jomeiri : ( A patkány esküvője)
- Saru-kani Kassen : (A majom és a rák csatája)
- Sitakiri Szuszume : (A szemtelen veréb)
- Momotaro :(A barackfiú)
- Hana Szakaye Dzsidzsi : (Az öreg ember, aki kivirágoztatta a fákat)
- Usagi no Katakiucsi : (A nyúl bosszúja)
- Urasima Taró[24]